# Fondation internationale et ibéroaméricaine pour l'administration et les politiques publiques
 (janvier 2017).
Si vous disposez d'ouvrages ou d'articles de référence ou si vous connaissez des sites web de qualité traitant du thème abordé ici, merci de compléter l'article en donnant les références utiles à sa vérifiabilité et en les liant à la section « Notes et références ».
La Fondation pour l'internationalisation de l'administration publique (FIAP) (en espagnol: Fundación para la Internacionalización de las Administraciones Públicas) est une fondation espagnole du secteur public qui fait partie de la coopération espagnole. Elle travaille à l'amélioration des systèmes publics dans plus de 100 pays, gérant des projets de coopération internationale. 
L'action de la FIIAPP s'inscrit dans le cadre de la politique extérieure espagnole, en apportant son soutien à l'activité internationale de l'administration espagnole dans les zones géographiques et les domaines d'intervention prioritaires.

## Histoire
La fondation est née en 1998 sous la dénomination Fondation hispano-américaine d’administration et de politiques publiques (Fundación Iberoamericana de Gobierno y Políticas Públicas), dans le but de travailler pour la coopération technique avec les Administrations publiques des pays tiers, situés essentiellement en Ibéro-Amérique. 
En 2000, elle fusionne avec l'Institut hispano-américain d'administration publique (Fundación Instituto Iberoamericano de Administración Pública), créé en 1997, pour créer la Fondation internationale et pour l'Ibéro-Amérique d'administration et politiques publiques (FIIAPP).
En 2008, l'Union européenne confie à la FIIAPP le projet EuroMed Justice II qui prevoit un budget de 5 millions d'euros pour combattre les problèmes d'immigration qui caractérisent le bassin méditerranéen. À partir de 2011, la FIIAPP est active en Tunisie pour développer des programmes d'insertion professionnelle des jeunes handicapés. En 2012, la FIIAPP publie une étude révélant une augmentation des flux migratoires de l'Europe du sud vers l'Amérique latine.
Lors du sommet de La Valeta en novembre 2015, la commission européenne pour les pays nord-africains et le Sahel définit un grand programme de contrôle des frontières et place l'Espagne et la FIIAPP responsables du développement de ce projet.
Dans le cadre du contrôle de l'immigration illégale marocaine en Espagne, la FIIAPP a touché une aide européenne de 70 millions d'euros. En 2016, la FIIAPP gère des projets de coopération représentant un total de 40,7 millions d'euros, une année record pour l'organisme. En novembre 2016, la FIIAPP signe un accord de coopération avec les autorités boliviennes pour renforcer leurs liens dans le domaine de la lutte contre le crime et le trafic de stupéfiants. En avril 2017, un programme de la FIIAPP consiste à former des agents de la police irakienne et libanaise aux attaques nucléaires, radioactives, biologiques et chimiques. En septembre 2017, la FIIAPP signe un accord avec le centre inter-américain des administrations fiscales (CIAT) pour renforcer la coopération contre la fraude fiscale entre les pays d'Amérique latine et l'Europe. En mars 2018, la FIIAPP signe un memorandum d'entente  avec les autorités soudanaises visant à renforcer les échanges dans le domaine de l'antiterrorisme.
En septembre 2018, Ana Terrón remplace Pedro Flores Urbano à la direction de la FIIAPP.
En février 2024, Francisco Tierraseca prend la direction de la FIIAPP. En mars 2025, la FIIAPP change de nom et devient la FIAP: Fondation pour l'internationalisation de l’administration publique.

## Activités
La FIIAPP fait partie intégrante de l'ensemble de la Coopération espagnole, gérant des projets de coopération internationale au service des administrations publiques afin d'améliorer les systèmes publics des pays dans lesquels elle intervient. Elle constitue un instrument d'échange d'expériences et de bonnes pratiques de l'administration espagnole, et d'amélioration des modèles de politiques publiques. Elle contribue à promouvoir et à consolider les relations de confiance avec les administrations d'autres pays et les organismes internationaux. La FIIAPP intervient aussi sur la réalisation d'études sur les administrations et les politiques publiques (R+D+I) et la formation du personnel du secteur public.
La FIIAPP gère des projets dans les domaines suivants : Politiques sociales et droits (protection sociale, santé, éducation et emploi), gouvernance et modernisation des administrations publiques, migrations et mobilité, économie et finances publiques, politiques de développement et de communication, économie verte (changement climatique, énergie, agriculture et pêche), sécurité et lutte contre le crime organisé, justice et transparence.
En Espagne, la FIIAPP est chargée de gérer les projets du programme de jumelages de l'Union européenne. La FIIAPP est une entité éligible (avec l'AECID et la COFIDES) à la réalisation de projets de coopération déléguée de l'UE, et fait ainsi partie du système européen de coopération. Les projets de coopération de la FIIAPP sont financés par l'Union européenne et par le Ministère des Affaires étrangères et de la Coopération.

## Gouvernance
L'organe directeur de la FIAPP est le conseil d'administration, composé du président, des membres et du secrétaire. 
- Le poste de président est occupé par le vice-président du gouvernement espagnol. 
- Les membres sont des ministres, des secrétaires d'État et des hauts fonctionnaires du gouvernement national. 
- Le poste de secrétaire du conseil d'administration est occupé par le directeur de la fondation. 
- Le conseil d'administration dispose d'une commission permanente présidée par le secrétaire d'État à la coopération internationale et à l'Amérique Latine. 